# Lijst van voetbalinterlands China - Costa Rica (vrouwen)
Deze lijst van voetbalinterlands is een overzicht van alle officiële voetbalinterlands tussen de nationale vrouwenteams van China en Costa Rica. De landen hebben tot nu toe twee keer tegen elkaar gespeeld.

## Wedstrijden
| № | Plaats   | Datum         | Competitie        | Wedstrijd          | Uitslag |
| - | -------- | ------------- | ----------------- | ------------------ | ------- |
| 1 | Shenzhen | 8 april 2016  | Vriendschappelijk | China − Costa Rica | 2 − 1   |
| 2 | Qujing   | 11 april 2016 | Vriendschappelijk | China − Costa Rica | 1 − 1   |

## Samenvatting
| Competitie        | Totaal gespeeld | Winst China | Gelijk | Winst Costa Rica | Doelsaldo China – Costa Rica |
| ----------------- | --------------- | ----------- | ------ | ---------------- | ---------------------------- |
| Vriendschappelijk | 2               | 1           | 1      | 0                | 3 − 2                        |
| Totaal            | 2               | 1           | 1      | 0                | 3 − 2                        |